# Georges Coutagne
Pour les articles homonymes, voir Coutagne.
 (mars 2023).
Georges Coutagne, né à Lyon le 20 septembre 1854 et mort à Saint-Genis-Laval le 18 août 1928, est un biologiste, naturaliste, botaniste, malacologiste, ingénieur et agronome français. Il s'intéresse aux grandes questions de biologie fondamentale qu'il aborde au travers de plusieurs disciplines naturalistes : viticulture, botanique, sériciculture et malacologie. Ces questions concernent l'évolution, la génétique, la notion d'espèce, le polymorphisme et l'hérédité des caractères acquis.

## Biographie
Né d'un père médecin, Denis Coutagne (1799-1871), il est le frère cadet du célèbre médecin Henry Coutagne (1846-1895), collaborateur d'Alexandre Lacassagne (1843-1924).
Après des études à l'École polytechnique (1874-1876), il fut ingénieur des Poudres et Salpêtres d'abord à Vonges (Côte-d'Or) puis à Saint-Chamas (Bouches-du-Rhône).
Il étudia les sciences naturelles dès sa jeunesse au sein de la Société physiophile de Lyon en 1871 dont il fut un membre très actif, s'adonnant aussi bien à la géologie, l'archéologie, la botanique qu'à la malacologie dans les environs de Lyon.
En 1886, il s'installe en Provence, au Défends, près de Rousset (Bouches-du-Rhône) et devient exploitant viticole, tout en menant ses recherches viticoles parallèlement à celles de son ami Georges Couderc (1850-1928) et sur les mêmes thèmes de recherche : porte-greffes, hybrides américains, le phylloxéra, les vignes calcifuges… Il crée une véritable station séricicole et travaille durant 10 ans sur l'hybridation et la sélection des vers à soie afin d'améliorer la qualité et la productivité en soie des cocons et qui devait déboucher sur une thèse exceptionnelle soutenue en 1902. En étroite relation avec le Laboratoire de la Condition des Soies à Lyon, il rédige d'importants mémoires dans son bulletin. Il s'adonne pleinement à la malacologie provençale, collectant abondamment aux alentours de Saint-Chamas, la Sainte-Victoire, Nîmes… et décrivant ses premières espèces nouvelles.
En 1898, il revient à Lyon et se lance dans l'industrie de la Houille blanche alors en plein essor et administre l'usine d'électrochimie à Pierre-Bénite (Rhône) ainsi que celle de Pomblière en Savoie. Il crée pour cela une société, la Volta lyonnaise. Plus tard, il créera une usine d'explosifs à Saint-Fons (Rhône) qu'il retransforme après la 1re Guerre mondiale en Société lyonnaise des produits benzoïques (SLPB) pour la fabrication de produits benzoïques dérivés. Durant 14 ans, il étudiera les mollusques de la Tarentaise dont il publiera un mémoire exemplaire.
En 1909, il intègre l'Académie des sciences, belles-lettres et arts de Lyon, et en 1925 il préside la Société linnéenne de Lyon.
En 1917, il achète une propriété à Saint-Genis-Laval (Rhône) et se lance dans l'horticulture, tout en étudiant l'acclimatation des plantes tropicales et l'hybridation en particulier des lupins.
En 1924, il achète un nouveau domaine à Grimaud dans le Var, situé sur terrain acide, lui permettant d'établir des comparaisons avec son domaine du Défends, situé sur terrain calcaire. Avec Georges Couderc, ils tentèrent en 1924 de créer une société de parfumerie (Vivax) à partir de plantes à parfum cultivées à Grimaud.

## Activités

### La malacologie
D'abord influencé par le botaniste Alexis Jordan (1814-1897), père du jordanisme, et par la vague de la « Nouvelle École » menée par Jules René Bourguignat et surtout le Lyonnais Arnould Locard, Georges Coutagne s'engage dans cette voie en publiant de nouvelles espèces. Cependant, il comprend assez vite les abus de la « Nouvelle École » qui décrivent d'innombrables espèces sur la base de quelques caractères discriminants en écartant volontairement toute forme intermédiaire compromettante. Ainsi, Georges Coutagne comprend l'espèce dans une acception plus large en incluant la variabilité intrinsèque comme le reflet d'un polymorphisme parfois très important, mais ne justifiant pas pour autant la multiplication des créations d'espèces. Ses Recherches sur le polymorphisme des mollusques de France constituent l'œuvre majeure de Georges Coutagne. Il synonymise ses propres taxons, il démontre combien il est absurde de multiplier à l'infini les espèces sur la base de critères aussi peu discriminants que des variations de teintes, de coloris, de motifs, de « modes » plus ou moins globuleux ou aplatis. Il met fin à l'ère de la « Nouvelle École » dont les nombreux adeptes étaient essentiellement motivés par l'attrait de voir leur nom accolé à de nouvelles espèces facilement décrites. Georges Coutagne faisant preuve d'une extrême honnêteté intellectuelle va jusqu'à récuser ses propres espèces et proposer des amendements au Code de nomenclature et supprimer la fameuse et sacro-sainte règle de priorité. C'est sur cette base que Louis Germain rédigera sa Faune de France des mollusques terrestres et fluviatiles.

### La génétique
Georges Coutagne fut l'un des premiers généticiens néolamarckiens à réintroduire le mendélisme en France. Il expérimente les lois de Gregor Mendel (1822-1884) avec les vers à soie, observant à son tour la disjonction des caractères allélomorphes. Persuadé de l'hérédité des caractères acquis, sa thèse sur l'hérédité des Vers à soie supervisée par Alfred Giard avait pour but de répondre à cette question. De 1900 à 1904, Alfred Giard, lui-même néolamarckien, présenta en son nom sept communications à l'Académie des sciences sur ces problèmes d'hérédité, d'hybridisme et sur sa théorie des mnémons, préfigurant d'une certaine manière la notion de gènes. Il se distingue de la plupart de ses contemporains néolamarckiens, réservant à l'influence du milieu un rôle moins absolu et reconnaissant le rôle de la génétique dans la transmission des caractères innés.

### La sériciculture
Tandis qu'il poursuit ses recherches génétiques sur la transmission des caractères acquis, Georges Coutagne, en ingénieur-agronome, s'intéresse à la productivité en soie des cocons et des moyens de l'améliorer ; en sélectionnant manuellement les meilleurs producteurs de soie, il parvient à des résultats très significatifs qu'il présente à la Commission des soies de la Société d'agriculture de Lyon. Il espérait une augmentation du rendement en soie de plus de 100 % par la sélection manuelle répétée année après année au sein de sa station séricicole à Rousset (Bouches-du-Rhône).

### La botanique

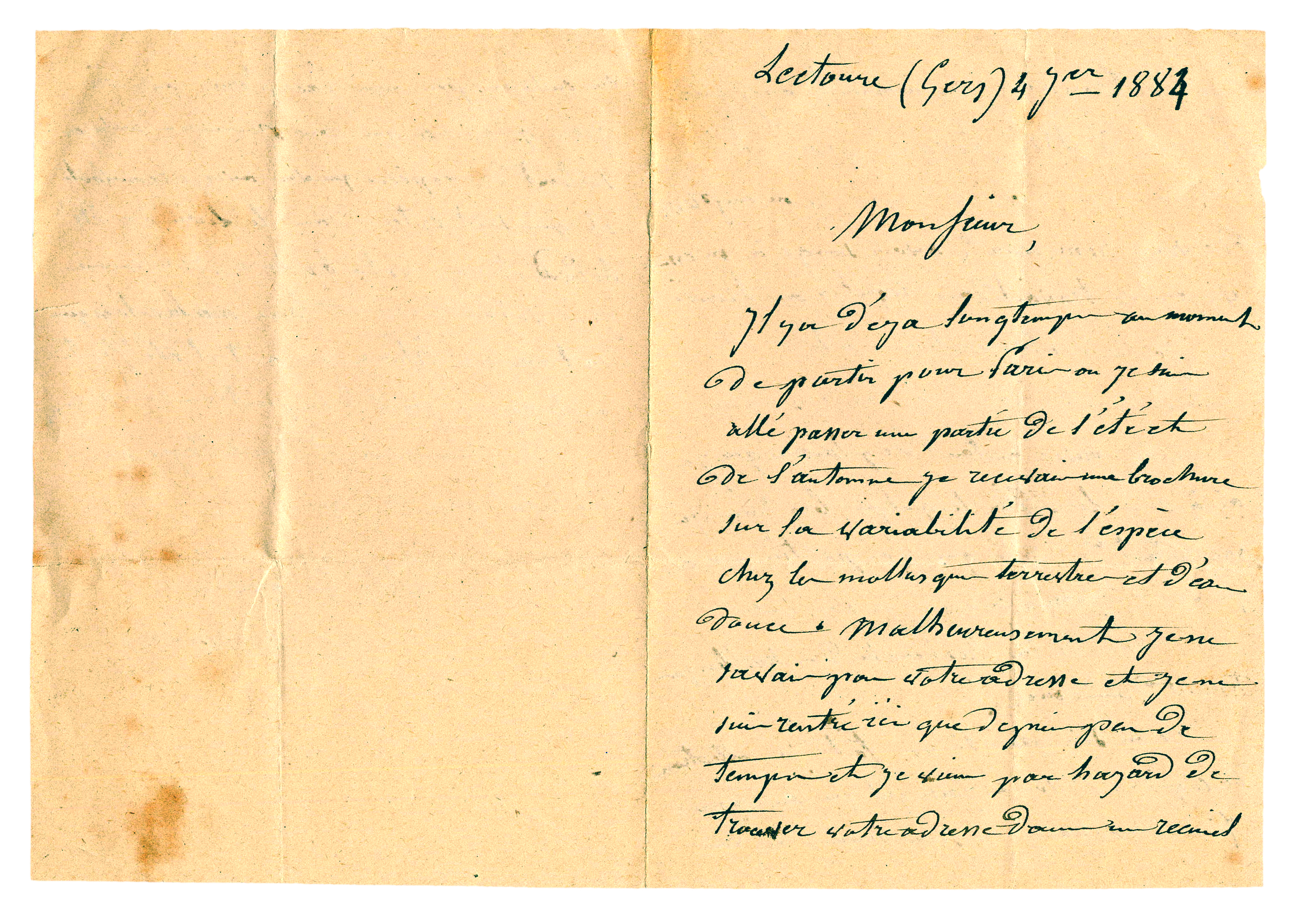
Lettre du malacologue Dominique Dupuy à son confrère Georges Coutagne, 1884. Muséum de Toulouse.

Il découvre la botanique au travers de la flore lyonnaise, publiant ses premières notes sur les Gagées et les Orchidées. La question du polymorphisme déjà posée par les Mollusques se pose à son tour pour la botanique. Tout comme il qualifia les espèces malacologiques de Locard de locardies, il nomma celles du botaniste Alexis Jordan qui fut son maître, des jordanies tandis que le botaniste Johannes Paulus Lotsy lui préfèrera le terme de jordanon.
Il livra, comme il le fera pour les mollusques, une importante étude sur le polymorphisme appliqué aux végétaux. Mais c'est surtout sur le croisement des espèces végétales, sur l'acclimatation des plantes que se portèrent la plupart de ses travaux.

## Œuvres
- 1881. De l’influence de la température sur le développement des végétaux. Annales de la Société botanique de Lyon, 9 (2) : 81-127.
- 1881. Notes sur la faune malacologique de la partie centrale du Bassin du Rhône. Annales de la Société linnéenne de Lyon (N.S.), 28 : 1-55.
- 1882. Note sur l’emploi de cartes géologiques spéciales pour l’étude des ploiements, contournements et ruptures que présentent les terrains stratifiés. Annales de la Société linnéenne de Lyon, 29 : 1-12.
- 1883-1884. Révision sommaire du genre Moitessieria. Feuille des Jeunes Naturalistes, 13 (155) : 129-132, (156) : 143-147 (1883) ; 14 (165) : 105-110, pl. 3 (1884).
- 1886. Description de quelques Clausilies nouvelles de la faune française. Annales de la Société malacologique de France, 2 [1884-1886] (2) : 229-236.
- 1891. De l’utilité de recherches expérimentales nouvelles sur les vers à soie. Bulletin des travaux de l’Université de Lyon, mai 1891.
- 1891. Sur l’amélioration des races européennes de vers à soie. Bulletin du Laboratoire d’études de la soie, 5 : 1-42.
- 1892. Sur la faune malacologique des îles de la Rade de Marseille. Comptes rendus de l’Association française pour l’avancement des Sciences, 20e session (Congrès de Marseille 1891), 2 : 546-554.
- 1892. Le nouveau parasite du mûrier, Diaspis pentagona. Rapport à la chambre de commerce de Lyon. Bulletin du Laboratoire d’études de la soie, 6 : 1-44.
- 1892. De la culture des vignes américaines greffées dans les terrains calcaires de la Provence. Bulletin de la Société départementale d’Agriculture des Bouches-du-Rhône, mars.
- 1892. Note sur les Bythinidées des environs d’Avignon. Annales de la Société d’Agriculture, d’Histoire naturelle et des Arts utiles de Lyon, (6) 5 [1892] : 349-367.
- 1892-1893. Les vignes américaines et les terrains calcaires. Bulletin de la Société départementale d’agriculture des Bouches-du-Rhône, octobre-novembre 1892 et février 1893.
- 1893. Première note sur le polymorphisme des végétaux. Annales de la Société botanique de Lyon, 18 : 163-174.
- 1893. Amélioration du rendement en soie des cocons par la sélection des papillons reproducteurs. Bulletin de la Société départementale d’agriculture des Bouches-du-Rhône, octobre 1893.
- 1894. Les Cyclostomes de la faune française. Feuille des Jeunes Naturalistes, (3) 24 (287): 170-172.
- 1895. Recherches sur le polymorphisme des Mollusques de France. Annales de la Société d’agriculture, d’histoire naturelle et des arts utiles de Lyon, (7) 2 [1894] : 396-460 ; 3 [1895] : 290-452.
- 1895. Nouvelles recherches sur l’amélioration des races européennes de vers à soie. Bulletin du Laboratoire d’études de la soie, 7 : 1-42, 1 pl.
- 1895. Sur le croisement des différentes races ou variétés de vers à soie. Bulletin du Laboratoire d’études de la soie, 7 : 61-72.
- 1895. Des progrès à réaliser en sériciculture. Bulletin du Laboratoire d’études de la soie, 7 : 147-161.
- 1895. Remarques sur l’hérédité des caractères acquis. Bulletin du Laboratoire de la soie, 19 p.
- 1895. La sélection artificielle chez les vers à soie. Journal de l’agriculture, 26 octobre 1895.
- 1902. Les Mollusques de la Tarentaise. Feuille des Jeunes Naturalistes, (4) 32 (379) : 137-149, (380) : 157-161.
- 1902. Recherches expérimentales sur l’hérédité des vers à soie. Bulletin scientifique de la France et de la Belgique, 37 : 1-193, 9 pl. [Thèse]
- 1908. Helix melanostoma. Feuille des Jeunes Naturalistes, (4) 38 (450) : 126-127.
- 1922. Première note sur les lupins. Cultures et observations de 1921, 32 p. Lyon, Impr. A. Rey.
- 1923. Acclimatation. Mémoires de l’Académie de Lyon, 1923.
- 1923. Deuxième note sur les lupins. Cultures et observations de 1922, 34 p. Lyon, Impr. A. Rey.
- 1925. La sélection des caractères fluctuants. Revue de botanique appliquée et d’agriculture coloniale, 5 (45) : 331-338.
- 1925. Sur les caractères spécifiques présentés par l’armature interne des coquilles du genre Clausilia. Bulletin bimensuel de la Société linnéenne de Lyon, 4 (6) : 45-46, 20 mars 1925.
- 1926. Troisième note sur les lupins. Cultures et observations de 1923, 1924 et 1925, 36 p. Lyon, Impr. A. Rey.
- 1929. Les Mollusques de la Tarentaise. Annales de la Société linnéenne de Lyon, (N.S.) 74 [1928] : 7-79. [ouvrage posthume]

### Sources bibliographiques
- Roux Cl., 1931. Georges Coutagne, ingénieur et biologiste. Discours prononcé à ses funérailles (22 août 1928). Mémoires de l’Académie des Sciences, Belles-Lettres et Arts de Lyon, 3e série, Tome XXe., p. 239-247, 1 pl.
- Tournier J., 2001. L'Arboretum, vol. II, 1016 p.
- Christian Bange et Dominique Saint-Pierre (dir.), « Coutagne, Georges (1854-1928) », dans Dictionnaire historique des Académiciens de Lyon : 1700-2016, éd. ASBLA de Lyon, mars 2017, 1369 p. (ISBN 978-2-9559-4330-4, présentation en ligne), p. 379-381.